# جی سونگ
جی سونگ (کره‌ای: 지성؛ زادهٔ کواک ته گون در ۲۷ فوریه ۱۹۷۷) بازیگر اهل کره جنوبی است. او بیشتر به خاطر ایفای نقش در درام‌های کره‌ای بخش قلب (۲۰۰۷)، منو بکش، خلاصم کن (۲۰۱۵)، همسر آشنا (۲۰۱۸)، دکتر جان (۲۰۱۹) و قاضی شیطان (۲۰۲۱) و سرزمین آهن شناخته می‌شود.

## اوایل زندگی
والدین کواک ته گون هر دو معلم بودند و انتظار داشتند که او نیز وارد حرفه معلمی شود. اما در سال دوم دبیرستان، پدرش برای او یک دستگاه ضبط ویدئو کاست خرید و اولین فیلمی که اجاره کرد مرد بارانی بود. بازی داستین هافمن چنان تأثیری بر او گذاشت که با وجود اعتراض پدرش تصمیم گرفت بازیگر شود. او بعداً در دانشگاه هانیانگ به تحصیل تئاتر و فیلم پرداخت.

## زندگی شخصی
او با بازیگر لی بو یونگ در مجموعهٔ تلویزیونی آخرین رقصت را برای من نگه دار (۲۰۰۴) آشنا شد و آنها رابطه خود را در سال ۲۰۰۷ تأیید کردند. در ۲ اوت ۲۰۱۳، این زوج با بارگذاری نامه‌های دست‌نویس در سایت‌های رسمیِ طرفداران خود نامزدی خود را اعلام کردند. آنها در هتلی در سئول در ۲۷ سپتامبر ۲۰۱۳ ازدواج کردند. اولین فرزند آنها، دختری به نام کواک جی یو، در ۱۳ ژوئن ۲۰۱۵ متولد شد. دومین فرزند آنها، پسری به نام کواک وو سونگ، در ۵ فوریهٔ ۲۰۱۹ متولد شد.

## فیلم‌شناسی

### فیلم
| سال  | عنوان                                            | نقش            | یادداشت     |
| ---- | ------------------------------------------------ | -------------- | ----------- |
| ۲۰۰۲ | پرنسس سوت‌زن                                      | جون هو         | نقش اصلی    |
| ۲۰۰۴ | Phantom Master: Dark Hero from the Ruined Empire | گویندهٔ پایانی  | انیمیشن     |
| ۲۰۰۵ | باران خون                                        | دو هو          | نقش پشتیبان |
| ۲۰۰۸ | سرنوشت                                           | پارک یونگ هوان | نقش پشتیبان |
| ۲۰۱۲ | چی می‌پوشی؟                                       | لی هیونگ سونگ  | نقش اصلی    |
| ۲۰۱۴ | اعتراف                                           | ایم هیون ته    | نقش اصلی    |
| ۲۰۱۵ | The Vampire Lives Next Door                      |                | فیلم کوتاه  |
| ۲۰۱۸ | فنگ شویی                                         | هونگ‌سون        | نقش اصلی    |

### مجموعه تلویزیونی
| سال  | عنوان                          | نقش                                                      | شبکه    | یادداشت                           |
| ---- | ------------------------------ | -------------------------------------------------------- | ------- | --------------------------------- |
| ۱۹۹۹ | کی‌ای‌آی‌اس‌تی                     | کانگ ده-ووک                                              | اس‌بی‌اس  |                                   |
| ۱۹۹۹ | مارس                           |                                                          | اس‌بی‌اس  | بازیگر مهمان                      |
| ۲۰۰۰ | ذرت بوداده                     |                                                          | اس‌بی‌اس  |                                   |
| ۲۰۰۰ | من می‌خواهم به دیدنت ادامه بدهم | لی جی-سو                                                 | اس‌بی‌اس  |                                   |
| ۲۰۰۱ | پیشنهاد خوشمزه                 | اوه جون-سو                                               | ام‌بی‌سی  | [ ۱۹ ]                            |
| ۲۰۰۱ | Open Drama Man & Woman         | لی سو-هیون                                               | اس‌بی‌اس  | قسمت: «چند ساعت از قبل از جدایی»  |
| ۲۰۰۱ | قوانین ازدواج                  | هوانگ وون-سو                                             | ام‌بی‌سی  | نقش پشتیبان                       |
| ۲۰۰۱ | روز فوق‌العاده                  | جانگ سئونک-جین                                           | اس‌بی‌اس  | نقش اصلی                          |
| ۲۰۰۲ | بزن بریم                       |                                                          | اس‌بی‌اس  | بازیگر مهمان قسمت: «میمون»        |
| ۲۰۰۲ | شکار آفتاب                     | لی سئونگ-جون                                             | کی‌بی‌اس۲ | نقش اصلی                          |
| ۲۰۰۳ | آل این                         | چوی جونگ-وون                                             | اس‌بی‌اس  | نقش اصلی                          |
| ۲۰۰۳ | زن پادشاه                      | شاهزادهٔ گوانگهه                                          | اس‌بی‌اس  | نقش اصلی                          |
| ۲۰۰۴ | شرایط همکاری                   | نو یون-تائک                                              | کی‌بی‌اس۱ | نقش اصلی                          |
| ۲۰۰۴ | آخرین رقصت را برای من نگه دار  | کانگ هیون-وو                                             | اس‌بی‌اس  | نقش اصلی                          |
| ۲۰۰۵ | قلب تپنده                      | کیم وو-جین/کیم سوک-جین                                   | ام‌بی‌سی  | بازیگر مهمان، قسمت ۹ و ۱۰: «خروج» |
| ۲۰۰۷ | بخش قلب                        | لی اون-سونگ                                              | ام‌بی‌سی  | نقش اصلی                          |
| ۲۰۰۹ | چلچله خورشید                   | کیم جانگ-وو                                              | اس‌بی‌اس  | نقش اصلی                          |
| ۲۰۱۰ | سرزمین آهن                     | کیم سورو                                                 | ام‌بی‌سی  | نقش اصلی                          |
| ۲۰۱۱ | خانوادهٔ سلطنتی                 | هان جی-هون                                               | ام‌بی‌سی  | نقش اصلی                          |
| ۲۰۱۱ | مراقب رئیس باش                 | چوی جی-هون                                               | اس‌بی‌اس  | نقش اصلی                          |
| ۲۰۱۲ | پیشگوی بزرگ                    | موک جی-سانگ                                              | اس‌بی‌اس  | نقش اصلی                          |
| ۲۰۱۳ | عشق مخفی                       | جو مین-هیوک                                              | کی‌بی‌اس۲ | نقش اصلی                          |
| ۲۰۱۵ | منو بکش، خلاصم کن              | چا دو-هیون شین سه-گی پری پارک یونا یو سوب نانا مستر ایکس | ام‌بی‌سی  | نقش اصلی                          |
| ۲۰۱۶ | هنرمندان                       | شین سوک-هو                                               | اس‌بی‌اس  | نقش اصلی                          |
| ۲۰۱۷ | متهم بی‌گناه                    | پارک جونگ-وو                                             | اس‌بی‌اس  | نقش اصلی                          |
| ۲۰۱۸ | همسر آشنا                      | چا جو-هیوک                                               | تی‌وی‌ان  | نقش اصلی                          |
| ۲۰۱۹ | دکتر جان                       | چا یو-هان / جان چا                                       | اس‌بی‌اس  | نقش اصلی                          |
| ۲۰۲۱ | قاضی شیطان                     | کانگ یوهان                                               | تی‌وی‌ان  | نقش اصلی                          |
| ۲۰۲۲ | آداماس                         | ها وو شین /سونگ سو هیون                                  | تی‌وی‌ان  | نقش اصلی                          |